# Balaenoptera
Die Gattung Balaenoptera stellt neben der Monotypischen Gattung Megaptera, der nur der Buckelwal (Megaptera novaeangliae) angehört, die zweite Gattung innerhalb der Furchenwale (Balaenopteridae) dar.

## Merkmale
Kennzeichnend für die Furchenwale sind die 50 bis 90 Ventralfurchen, die sich an der Unterseite der Tiere vom Maul bis zum Bauchnabel ziehen und die Erweiterung des Mundraumes bei der Nahrungsaufnahme ermöglichen. Außerdem besitzen sie im Vergleich zu den Glattwalen eine Rückenfinne und deutlich kürzere und breitere Barten. Im Vergleich mit dem Buckelwal fallen die deutlich kleineren Brustflossen (Flipper) auf. Mit dem Blauwal und dem Finnwal enthält diese Gattung die größten lebenden Tierarten überhaupt.

## Systematik
Die Gattung Balaenoptera enthält acht Arten, die sich in drei Artengruppen unterteilen lassen:
- Zwergwal-Gruppe
  - Nördlicher Zwergwal (Balaenoptera acutorostrata)
  - Südlicher Zwergwal (Balaenoptera bonaerensis)
- Blauwal-Gruppe
  - Finnwal (Balaenoptera physalus)
  - Blauwal (Balaenoptera musculus)
- Brydewal-Gruppe
  - Brydewal (Balaenoptera edeni; Synonym Balaenoptera brydei)[1]
  - Seiwal (Balaenoptera borealis)
  - Omurawal (Balaenoptera omurai)
  - Rice-Brydewal (Balaenoptera ricei)[2]

Der erst kürzlich beschriebene Omurawal wurde erst in jüngster Zeit anerkannt. Genanalysen von Gewebeproben zeigten, dass es sich um eine eigene Art handelt. Der Status des ebenfalls als eigene Art vorgeschlagenen Edenwal ist unklar, aktuell wird er noch dem Brydewal zugeschlagen.